# سرعة القص
سرعة القص، تسمى أيضًا سرعة الاحتكاك، هي شكل من خلاله يمكن إعادة صياغة إجهاد القص بوحدات السرعة. وهي مفيدة كطريقة يتم استخدامها في ميكانيكا الموائع لمقارنة السرعات الحقيقية، مثل سرعة التدفق في تيار المائع، بالسرعة التي تربط القص بين طبقات التدفق.
وتُستخدم سرعة القص في وصف الحركة المتعلقة بالقص في الموائع المتحركة. تُستخدم في وصف:
- انتشار وتشتت الجسيمات والكواشف والملوثات الموجودة في تدفقات الموائع،
- صورة السرعة القريبة من حدود التدفق (انظر قانون الجدار)،
- نقل الرواسب في قنوات.

تساعد سرعة القص أيضًا على التفكير في معدل القص والتشتت في التدفق. وتقيس سرعة القص معدلات تشتت نقل الرواسب. وتكمن القاعدة العامة في أن سرعة القص تعادل تقريبًا 1/10 متوسط سرعة التدفق.
{\displaystyle u_{\star }={\sqrt {\frac {\tau }{\rho }}}}
حيث إن {\displaystyle \tau } هي إجهاد القص في الطبقة التعسفية للمائع و{\displaystyle \rho } هي كثافة المائع.
وعادةً ما يتم تقييم سرعة القص، بالنسبة لتطبيقات نقل الرواسب، في أدنى حد من القنوات المفتوحة:
{\displaystyle u_{\star }={\sqrt {\frac {\tau _{b}}{\rho }}}}
حيث إن {\displaystyle \tau _{b}} هو إجهاد القص عند الحد.
ويمكن أيضًا تحديد سرعة القص المتعلقة بالسرعة المحلية ومجالات إجهاد القص (في مقابل كل قيم القنوات، كما هو موضح أعلاه).